# Quảng trường ngân hàng, Warszawa

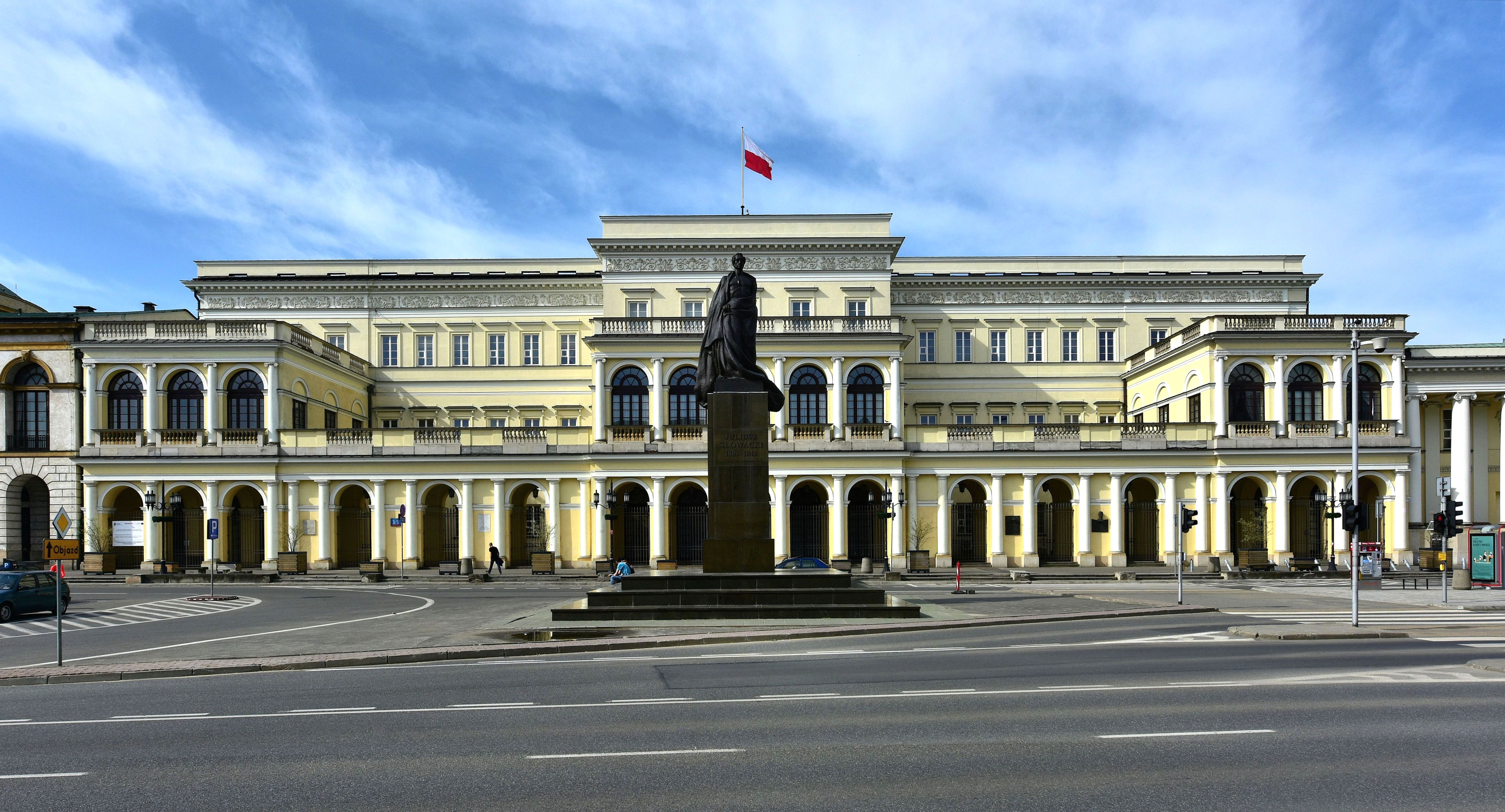
Quảng trường ngân hàng ngày nay. Trụ sở chính quyền của Mazovia

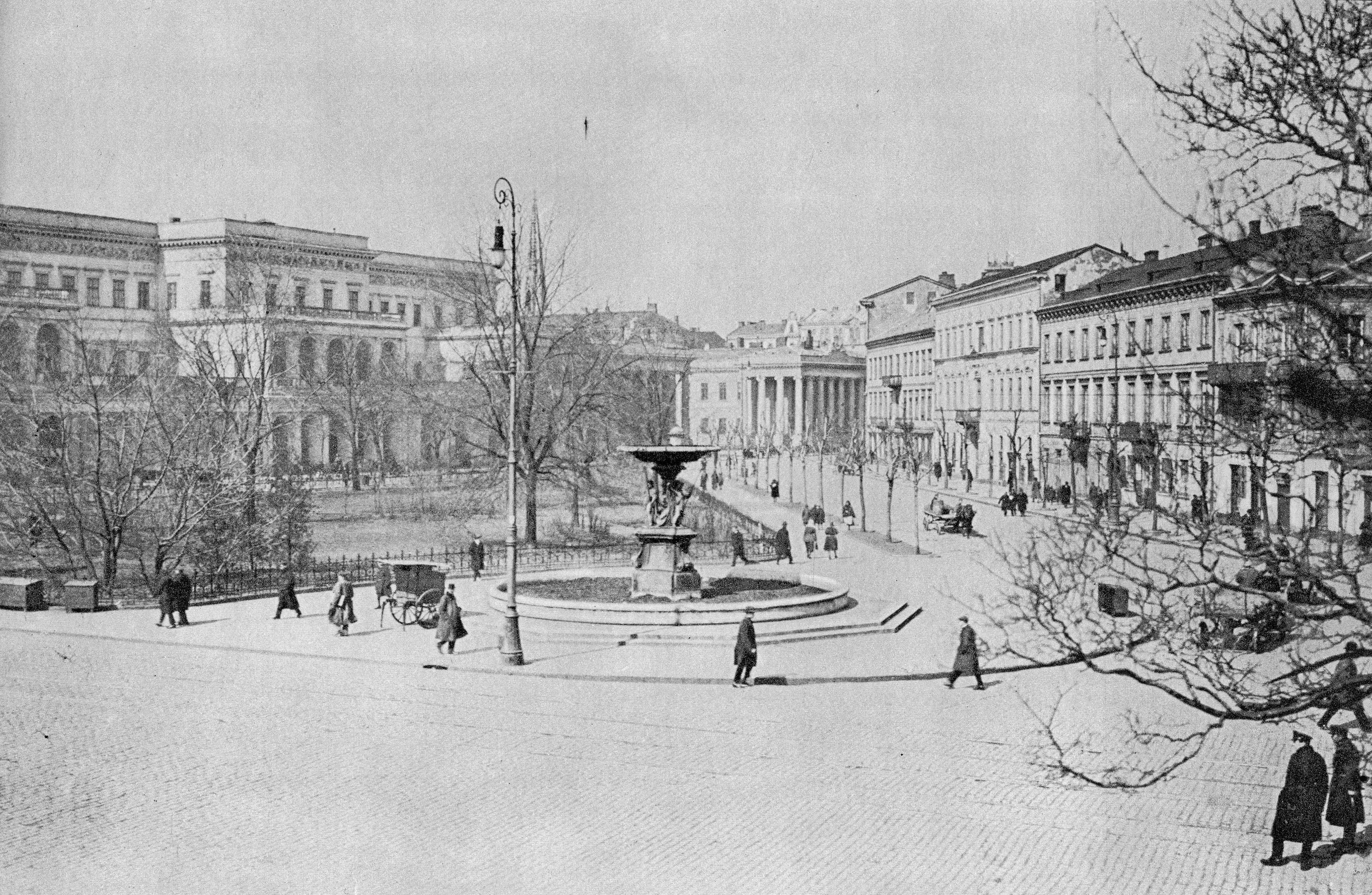
Quảng trường ngân hàng trước năm 1939

Plac Bankowy (tiếng Anh: 'Bank Square') ở Warsaw là một trong những quảng trường chính của thành phố. Nằm ở trung tâm thành phố, nằm liền kề với Vườn Saxon và Warsaw Arsenal, đây cũng là một trung tâm giao thông công cộng chính, với các điểm dừng xe buýt, xe điện và ga tàu điện ngầm Warsaw.

## Lịch sử
Được tạo ra vào thế kỷ 19, dưới Vương quốc Lập hiến Ba Lan, quảng trường được thiết kế để trở thành một khu vực trang nhã của thủ đô đất nước. Các tòa nhà đáng chú ý bao gồm Cung điện của Bộ Doanh thu và Kho bạc (một tòa nhà được xây dựng lại bởi Antonio Corazzi), Ngân hàng Ba Lan và Sở giao dịch chứng khoán Warsaw (cũng bởi Corazzi). Quảng trường ban đầu có hình tam giác.
Từ năm 1875 đến 1878, Hội đường lớn được xây dựng ở phía đông của quảng trường, đối diện với cung điện. Vào thời điểm xây dựng, nó là giáo đường lớn nhất ở Warsaw và là một trong những giáo đường lớn nhất thế giới. Sau cuộc nổi dậy Warsaw Ghetto diễn ra vào năm 1943, quân chiếm đóng Đức Quốc xã đã phá hủy tòa nhà, phá hủy luôn giáo đường.
Trong cuộc nổi dậy Warsaw năm 1944, các tòa nhà còn lại của quảng trường đều đã bị phá hủy. Sau chiến tranh, các nhà quy hoạch thành phố chỉ xây dựng lại phần phía tây lịch sử của nó, thay đổi nó thành một hình chữ nhật. Giáo đường không được xây dựng lại và hiện nằm ở cùng địa điểm là tòa nhà văn phòng Błękitny Wieżowiec.
Dưới thời cộng sản Cộng hòa Nhân dân Ba Lan, quảng trường được đổi tên thành Plac Dzierżyńskiego (Quảng trường của Dzierżyński) theo tên của Feliks Dzierżyński, một chính trị gia cộng sản gốc Ba Lan và người sáng lập cảnh sát chính trị Nga Cheka của Bolshevik. Năm 1951, một tượng đài về Dzierżyński (của Zbigniew Dunajewski) đã được dựng lên ở phần phía nam của quảng trường. Bốn thập kỷ sau, vào năm 1989, việc lật đổ bức tượng đã giúp đánh dấu sự sụp đổ của chủ nghĩa cộng sản ở Ba Lan.

## Ngày nay
Các địa điểm ngày nay của Bank Square bao gồm Błękitny Wieżowiec (Tòa nhà chọc trời xanh), và vị trí cũ của Bộ Tài chính hiện là tòa thị chính của Warsaw, trụ sở của Chủ tịch Warsaw và văn phòng tỉnh của tỉnh Mazovia.
Vào năm 2001, một tượng đài của Juliusz Słowacki, bởi Edward Wittig (thực sự được thiết kế vào năm 1932), đã được dựng lên tại chỗ mà trước đây là bức tượng của Feliks Dzierżyński.
Phía trước của Błękitny Wieżowiec là bức tượng của Stefan Starzyński, Tổng thống Warsaw trước Thế chiến II, của Andrzej Renes.